# Harry Robinson
Harry Robinson, de son vrai nom Henry Macleod Robertson (ne le 19 novembre 1932 à Elgin (Écosse), mort le 17 janvier 1996 à Londres) est un compositeur et chef d'orchestre écossais.

## Biographie
Enfant, il apprend le piano mais veut devenir archéologue, fait des études mais les abandonne à cause d'une mauvaise santé et devient professeur de musique à Londres.
Il est ensuite occasionnellement arrangeur pour Decca Records puis directeur musical de Tommy Steele. Il change alors de nom à la suite d'une erreur sur son nom par Decca.
Il est le directeur musical des programmes à la télévision consacrées à la musique pop Six-Five Special (BBC, 1957) et Oh Boy (ITV, 1959). Il est responsable de l'écriture et de la production de la chanson pop Hoots Mon interprétée par le groupe Lord Rockingham's XI, numéro un du UK Singles Chart pendant trois semaines en 1958.
Il arrange et dirige les orchestres des comédies musicales du West End theatre Fings Ain't Wot They Used T'Be (1960) et Maggie May (1964). Il est le chef d'orchestre du Royaume-Uni au Concours Eurovision de la chanson 1961. Il écrit les arrangements des cordes pour des chanteurs folks tels que Nick Drake et Sandy Denny.
En 1968, il compose le générique de la série télévisée Journey to the Unknown produite par Hammer Film Productions. Il commence alors à travailler pour la société.
Outre la composition, Harry Robinson produit les films Voltan le barbare, Les Aventuriers de l'univers perdu (en), Jane and the Lost City (en), ainsi que la série télévisée Virtual Murder (en). Il écrit aussi des scripts comme Sammy's Super T-Shirt (en).
Il est l'époux de Myrtle Robertson. Ils ont ensemble quatre enfants.

## Filmographie sélective
- 1969 : Le Gang de l'oiseau d'or
- 1969 : Le Cercueil vivant
- 1969 : Arthur? Arthur! (en)
- 1970 : Les Passions des vampires (The Vampire Lovers)
- 1971 : Comtesse Dracula
- 1971 : La Soif du vampire (Lust for a Vampire) de Jimmy Sangster
- 1971 : Thriller
- 1972 : Les démons de l'esprit (Demons of the Mind)
- 1972 : Les Sévices de Dracula
- 1973 : The Best Pair of Legs in the Business (en)
- 1973 : The House in Nightmare Park
- 1975 : La Légende du loup-garou
- 1975 : The Ghoul
- 1976 : Not Now, Comrade (en)
- 1980 : Voltan le barbare
- 1982 : Les Aventuriers de l'univers perdu (en)
- 1987 : Jane and the Lost City (en)
- 1992 : Virtual Murder (en)

## Source de la traduction
- (en) Cet article est partiellement ou en totalité issu de l’article de Wikipédia en anglais intitulé « Harry Robertson (musician) » (voir la liste des auteurs).